# Thaddeus S. C. Lowe
Thaddeus Sobieski Coulincourt Lowe (20 de agosto de 1832 — 16 de janeiro de 1913), também conhecido como Professor T. S. C. Lowe, foi um aeronauta da Guerra de Secessão, cientista e inventor, autodidata nos campos da química, meteorologia e aeronáutica. No final da década de 1850 tornou-se famoso por suas teorias avançadas em ciências meteorológicas e também pela construção de balões. Entre suas aspirações estavam planos de um voo transatlântico.